# Esquire
Esquire är en amerikansk herrtidning som publiceras av Hearst Corporation. Tidningen har publicerats sedan 1932 och grundades av Arnold Gingrich.